# The Beautiful Girls
The Beautiful Girls é uma banda australiana formada em 2001.
Seu som é variado e constantemente classificado como rock, reggae, folk ou surf music. Deve-se ao fato de que cada CD da banda possui uma personalidade independente, apresentando uma proposta diferente, sempre com muita competência e envolvimento. São comparados a artistas como The Police, Ben Harper, Xavier Rudd e Mason Jennings.
Se apresentam constantemente na Austrália, América do Norte, Europa e Japão. Se apresentaram no Brasil em abril de 2010.

## Discografia
- Morning Sun EP (2002)
- Goodtimes EP (2002)
- Learn Yourself (2003)
- Black Bird  (2003, single)
- The Weight Of The World EP (2004)
- We're Already Gone (2005)
- Water (2006)
- Ziggurats (2007)
- Spooks (2010)
- Dancehall Days (2014)

## Membros
- Mat McHugh - vocal, guitarra
- Paulie B - baixo
- Bruce Braybrooke - bateria